# Nhà máy thép Katowice
Nhà máy thép Katowice (tiếng Ba Lan: Huta Katowice) là một nhà máy thép lớn, nằm ở phía Nam Ba Lan, trên ranh giới giữa các tỉnh lịch sử của Ba Lan và Thượng Silesia. Tên hiện tại của nhà máy là ArcelorMittal Poland Dąbrowa Górnicza, và tên trước đó của nó là Mittal Steel Ba Lan, Ispat Polska Stal SA, và Arlingtonkie Huty Stali SA. Trái với tên gọi của nó, Katowice Steelworks không nằm ở thành phố Katowice, mà ở Dąbrowa Górnicza, thuộc khu vực phía đông Katowice. 

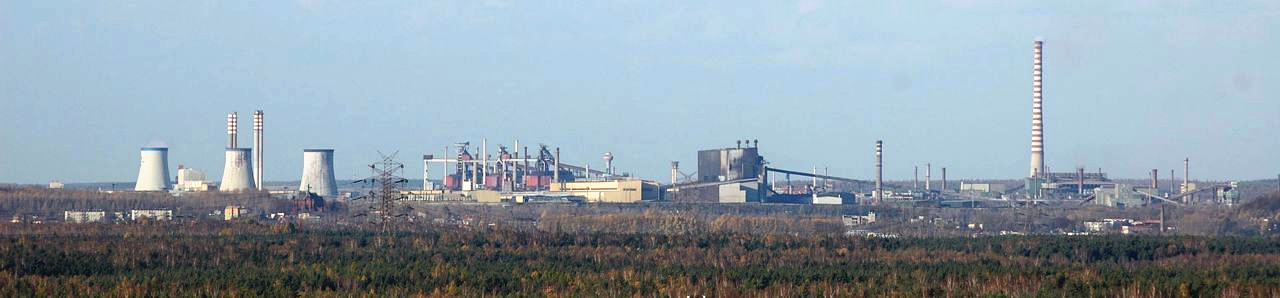
Xưởng luyện thép Katowice

Quyết định xây dựng một nhà máy hoàn toàn mới, hiện đại, nằm trong khu vực rừng của Wapłębie Dąbrowskie đã được Edward Gierek đưa ra trong Đại hội VI của Đảng Công nhân Thống nhất Ba Lan, diễn ra vào ngày 6 tháng 12 năm 1971. vào ngày 15 tháng 4 năm 1972 và nó mang lại những thay đổi sâu rộng cho cấu trúc xã hội của khu vực. Hàng ngàn người di cư, chủ yếu đến từ miền đông Ba Lan, đã đến làm việc và sống trong các căn hộ mới được xây dựng. Hơn nữa, các dự án bổ sung, phục vụ Nhà máy thép Katowice đã được khởi xướng, chẳng hạn như Dây chuyền luyện kim Broad Broad, được sử dụng để vận chuyển quặng sắt từ Liên Xô.
Việc xây dựng nhà máy được thực hiện với sự hợp tác với các chuyên gia Liên Xô và danh hiệu Công nhân đầu tiên được trao cho Leonid Brezhnev. Tổng cộng, khoảng 50.000 công nhân đã tham gia vào dự án. Đơn vị đầu tiên của nhà máy được khai trương vào năm 1975, và vào tháng 5 năm 1976, Tập đoàn luyện kim Huta Katowice (Kombinat Metalurgiczny Huta Katowice) đã được thành lập, ngoài nhà máy, còn có cả Felix Dzerzhinsky Steelwork (nay là Huta Bankowa) ở Dąbrowa Nhà máy than cốc ở Zdzieszowice. Vào ngày 2 tháng 12 năm 1976, lúc 7 giờ sáng, lò cao đã được bắn lần đầu tiên và vào ngày 3 tháng 12 năm 1976, 30 tấn gang đầu tiên đã được khai thác.
Năm 1980 - 1981, Nhà máy thép Katowice là một trong những trung tâm đoàn kết chính. Cuộc đình công đầu tiên bắt đầu từ ngày 29 tháng 8 năm 1980 và vào ngày 11 tháng 9 năm 1980, Thỏa thuận Katowice đã được ký kết tại Nhà máy thép Katowice, đây là thỏa thuận thứ tư, cuối cùng giữa liên minh thương mại tự do mới được thành lập và chính phủ Cộng sản (Hiệp định Gdańsk, Hiệp định Szczecin, Thỏa thuận Jastrzębie-Zdrój). Các nhà hoạt động Đoàn kết của nhà máy, đứng đầu là Andrzej Rozpłochowski, rất tích cực, xuất bản một số tạp chí, như Liên minh Thương mại Tự do (Wolny Związkowiec), và Tin tức Đoàn kết (Wiadomości Solidarności) và tổ chức các cuộc biểu tình và công nghiệp. Vào đêm ngày 14 tháng 8 năm 1981, những cá nhân vô danh đã phá hủy thiết bị xuất bản của Đoàn kết trong Nhà máy thép Katowice.
Vào ngày 12 tháng 12 năm 1981, vài giờ trước khi công bố Luật Võ ở Ba Lan, các hoạt động Cộng sản đã bắt giữ 36 lãnh đạo Đoàn kết của nhà máy, ra khỏi danh sách 38 người. Vào ngày 13 tháng 12 năm 1981, lúc 5:40 sáng cả ca đêm và ca ngày tuyên bố đình công và chặn tất cả các cổng vào doanh nghiệp. Vào ngày hôm sau, lực lượng an ninh đã xông vào nhà máy, bắt giữ 100 người. Cuộc đình công vẫn tiếp tục, và vào ngày 16 tháng 12, khoảng 6.200 công nhân đã tham gia vào nó. Trong những ngày tiếp theo, chính quyền quân sự đã tích lũy hơn 4.000 sĩ quan và binh sĩ, cùng với máy bay trực thăng và tàu sân bay bọc thép. Họ đã chuẩn bị một cuộc tấn công vào nhà máy, nhưng các công nhân, sau một cuộc biểu tình vũ lực, cuối cùng đã bỏ cuộc. Cuộc biểu tình kết thúc vào ngày 23 tháng 12, lúc 1 giờ chiều, với các công nhân biểu tình rời khỏi nhà máy và cảnh sát bắt giữ hàng trăm người.
Sau khi hệ thống Cộng sản sụp đổ, Nhà máy thép Katowice mất thị trường phía Đông và nhà máy gặp vấn đề về tài chính. Năm 1994, một cuộc đình công lớn đã diễn ra ở đó, với những công nhân đòi hỏi mức lương tốt hơn. Trong những năm tiếp theo, tình hình không được cải thiện và đến năm 2000, việc phá sản nhà máy đã được xem xét. Vào năm 2003, Nhà máy thép Katowice đã gia nhập công ty Trinkie Huty Stali SA, và vào ngày 14 tháng 1 năm 2005, nó đổi tên thành Công ty Thép Ba Lan SA, trở thành một phần của Công ty Thép Găng. Năm 1992, nhà máy sử dụng 23.240 người, đến năm 2006, số lượng nhân viên đã giảm xuống còn 4.073 người. Nhà máy sản xuất đường ray xe lửa và xe điện, cũng chạy nhà máy điện riêng của mình.